# Сорокуш-малюк північний
Сороку́ш-малюк північний (Sakesphorus canadensis) — вид горобцеподібних птахів родини сорокушових (Thamnophilidae). Мешкає в Південній Америці.

## Опис

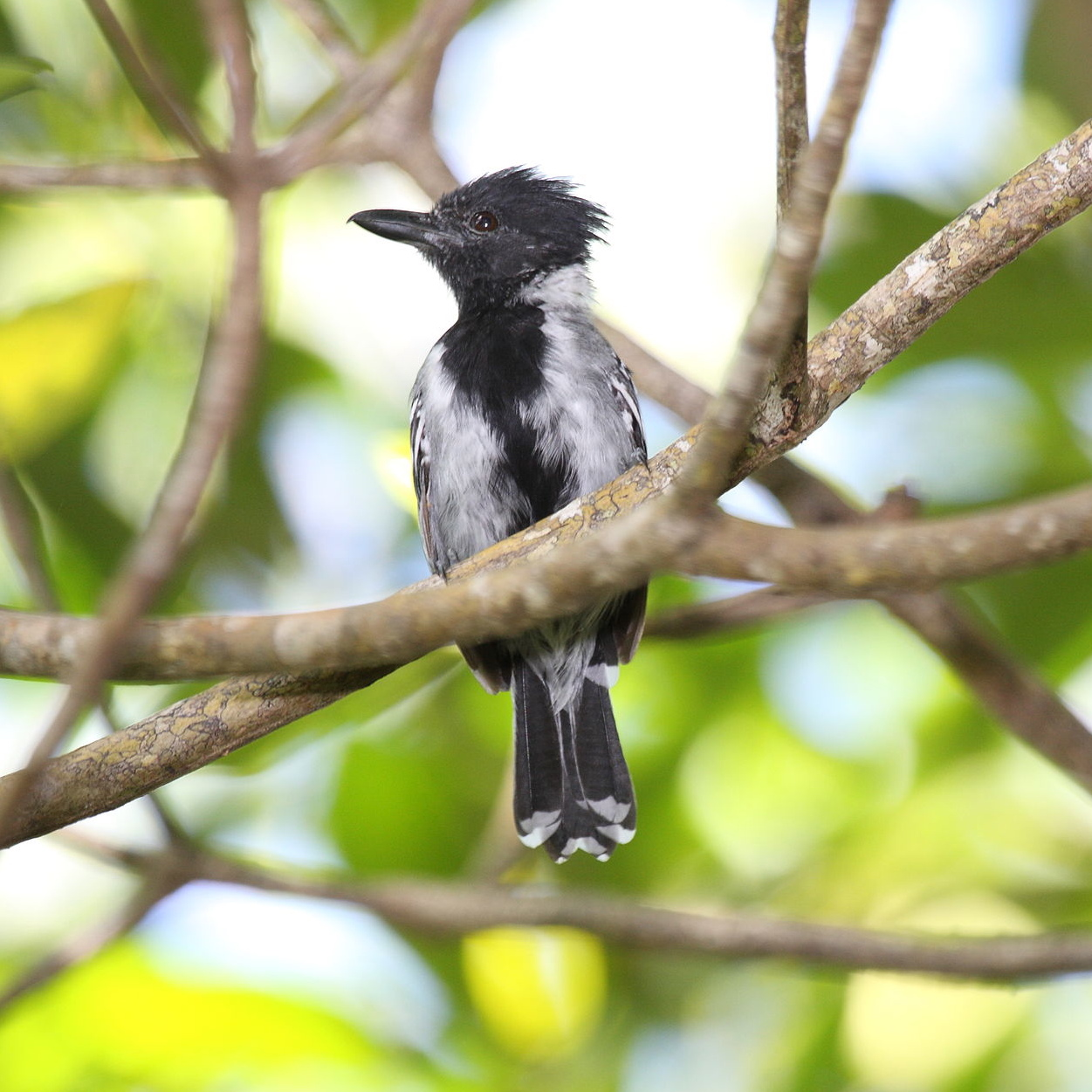
Самець північного сорокуша-малюка (Тринідад)

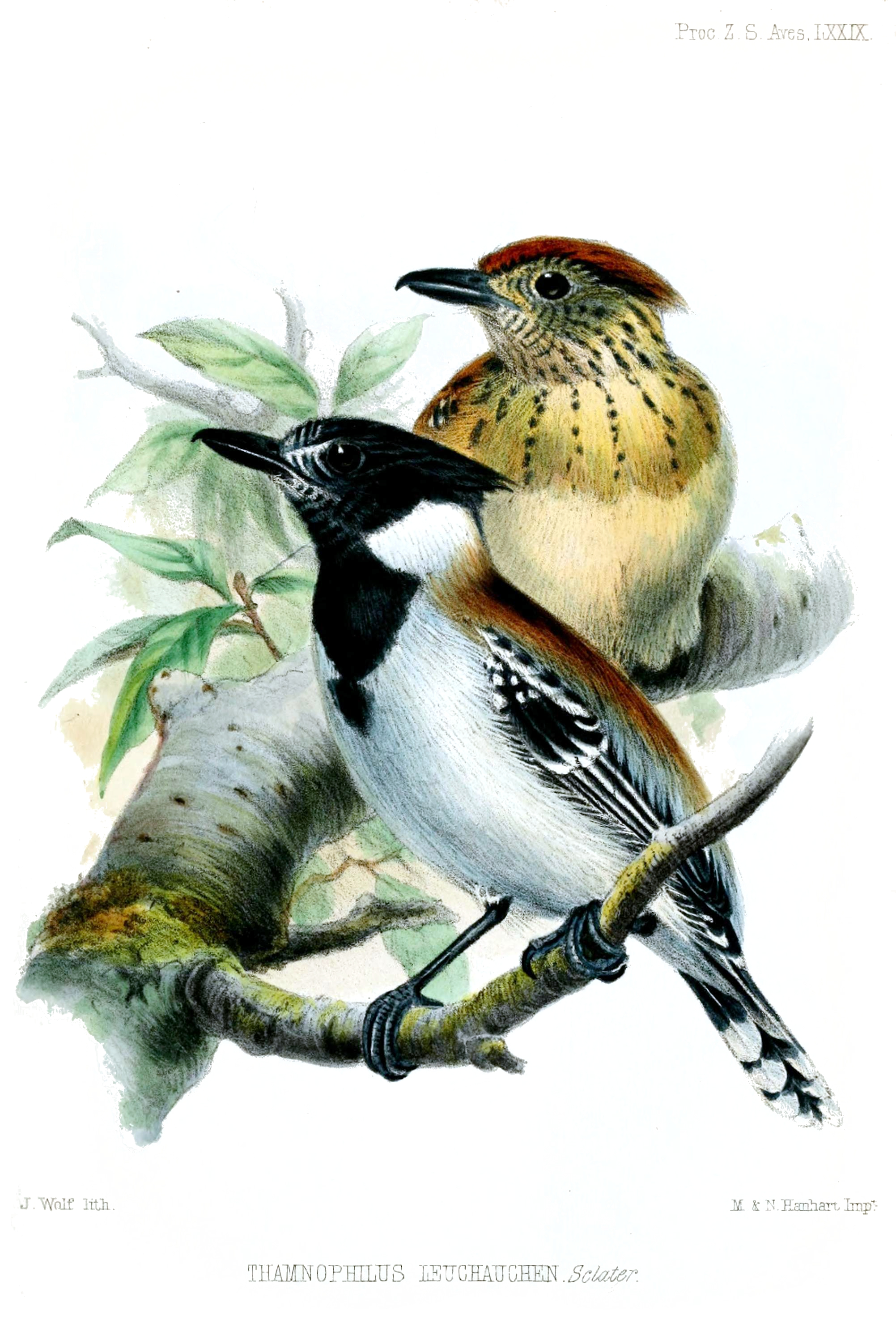
Пара північних сорокушів-малюків

Довжина птаха становить 15,7 см, вага 24 г. У самців голова чорна, горло, груди і спина коричнювато-чорні, крила чорні, пера на них мають білі краї, хвіст короткий, чорний, живіт білий. На голові помітний чорний чуб. У самиць і молодих птахів чуб каштановий, щоки поцятковані чорно-білими смугами, верхня частина тіла тьмяно-коричнева, нижня частина тіла охриста, поцяткована чорними смужками, крила і хвіст білиш коричневі.

## Таксономія
В 1760 році французький зоолог Матюрен Жак Бріссон включив опис північного сорокуша-малюка до своєї книги "Ornithologie", описавши птаха за зразком, який, як він помилково вважав, походив з Канади. Він використав французьку назву La Pie-Griesche de Canada та латинську назву Lanius Canadensis. Однак, хоч Бріссон і навів латинську назву, вона не була науковою, тобто не відповідає біномінальній номенклатурі і не визнана Міжнародною комісією із зоологічної номенклатури. Коли в 1766 році шведський натураліст Карл Лінней випустив дванадцяте видання своєї «Systema Naturae», він доповнив книгу описом 240 видів, раніше описаних Бріссоном. Одним з цих видів був північний сорокуш-малюк, для якого Лінней придумав біномінальну назву Lanius canadensis. Пізніше вид був переведений до роду Сорокуш-малюк (Sakesphorus), введеного британським орнітологом Чарлзом Хаббом у 1918 році.

### Підвиди
Виділяють шість підвидів:
- S. c. pulchellus (Cabanis & Heine, 1860) — північ Колумбії і північний захід Венесуели;
- S. c. intermedius (Cherrie, 1916) — схід Колумбії і північ центральної Венесуели (на північ від Ориноко);
- S. c. fumosus Zimmer, JT, 1933 — південний захід Венесуели і крайня північ Колумбії (північ Рорайми, крайня північ Пари);
- S. c. trinitatis (Ridgway, 1891) — пінічний схід і південний схід Венесуели), Гаяна і острів Тринідад;
- S. c. canadensis (Linnaeus, 1766) — Суринам і узбережжя Французької Гвіани;
- S. c. loretoyacuensis (Bartlett, E, 1882) — крайній південний схід Колумбії, північний схід Перу (долини Амазонки, Мараньйона і Укаялі) і північний захід Бразильської Амазонії (долини річок Ріу-Негру, Ріу-Бранку і Амазонка).

Деякі дослідники виділяють підвид S. c. pulchellus у окремий вид Sakesphorus pulchellus.

## Поширення і екологія
Північні сорокуші-малюки мешкають в Колумбії, Еквадорі, Перу, Бразилії, Венесуелі, Гаяні, Суринамі, Французькій Гвіані і на Тринідаді і Тобаго. Вони живуть в підліску вологих і сухих тропічних лісів, в рідколіссях і чагарниковим заростях, в мангрових лісах і в заростях поблизу водойм. Зустрічаються парами, на висоті до 900 м над рівнем моря. Іноді приєднуються до змішаних зграй птахів. Живляться комахами та іншими безхребетними, яких збирають з рослинності, а також дрібними ящірками і ягодами. Гніздо глибоке, підвішується до гілки або ліани. В кладці 2 білих яйця, поцяткованих яскраво-пурпуровими плямками. Інкубаційний період триває 14 днів, насиджують і самиці, і самці. Пташенята покидають гніздо через 12 днів після вилуплення.